# Shalom (płyta Chóru Synagogi pod Białym Bocianem)
Shalom – album koncertowy Chóru Synagogi pod Białym Bocianem wydany w 1998 roku nakładem wytwórni Koch International.
Wrocławski Chór Synagogi pod Białym Bocianem wystąpił z koncertem utworów żydowskich, w tym napisanych przez chazana i kompozytora żydowskiego Moriza Deutscha, patrona zespołu. Utwory opracowali: Małgorzata Barczyk, Tomasz Kulikowski i Klaus Ochs. Chórem dyrygował Stanisław Rybarczyk. Partie solowe wykonali: Marek Fras (bas) i Piotr Bunzler (tenor). Ponad pięćdziesięciominutowy album wydało w 1998 roku Koch International.
Na płycie znalazły się wykonania tradycyjnych pieśni żydowskich, m.in.:
- „Ein Keloheinu(inne języki)” (hebr. ‏אֵין כֵּאלֹהֵינוּ‎, pol. Nie ma jak Nasz Bóg)[3],
- „Awinu Malkenu” (jid. ‏אָבֿינו מלכּנו‎, pol. Ojcze nasz, Królu nasz)[4],
- „Le-szana ha-baa biruszalajim(inne języki)” (hebr. ‏לְשָׁנָה הַבָּאָה בִּירוּשָלָיִם‎, pol. [Do spotkania] na przyszły rok w Jerozolimie)[5],
- „Szalom alejchem(inne języki)” (hebr. ‏שָׁלוֹם עֲלֵיכֶם‎, pol. Pokój wam)[6],
- „Hevenu szalom alejchem(inne języki)” (hebr. ‏הבאנו שלום עליכם‎, pol. Niech pokój będzie z wami)[6],
- „Hannukkah oy Hannukkah(inne języki)” (jid. ‏חנוכּה אױ חנוכּה‎, pol. Chanuka, chanuka)
- „Szalom chawerim(inne języki)” (hebr. ‏שלום חברים‎, pol. Pokój, towarszysze)
- „Hine ma tov(inne języki)” (hebr. ‏הִנֵּה מַה טוֹב‎, pol. Oto, co dobre)
- „Kachol v’lavan(inne języki)” (hebr. ‏כחול ולבן‎, pol. Niebieski i biały)[7]
- „Hawa nagila” (hebr. ‏הָבָה נָגִילָה‎, pol. Radujmy się)[8]

## Lista utworów
źródło:
| Nr  | Tytuł utworu              | muzyka / wykonanie                          | Długość |
| --- | ------------------------- | ------------------------------------------- | ------- |
| 1.  | „Ein Keloheinu”           | opr. Tomasz Kulikowski                      | 1:26    |
| 2.  | „Avinu Malkenu”           | opr. Małgorzata Barczyk                     | 3:00    |
| 3.  | „Halelujah Awde Adonoi”   | Moritz Deutsch / solo Marek Fras            | 2:17    |
| 4.  | „Kol Pische Wachatoe”     | Moritz Deutsch / solo Piotr Bunzler         | 3:30    |
| 5.  | „Tow Lehodos”             | Moritz Deutsch                              | 1:59    |
| 6.  | „Oschamnu”                | Moritz Deutsch / solo Marek Fras            | 3:44    |
| 7.  | „Ose Shalom Bimromav”     | opr. Małgorzata Barczyk                     | 3:04    |
| 8.  | „L’shana Hab’a”           | opr. Małgorzata Barczyk                     | 2:17    |
| 9.  | „V’taher Libeinu”         | opr. Małgorzata Barczyk                     | 1:42    |
| 10. | „Etz Hayim”               | opr. Małgorzata Barczyk                     | 2:56    |
| 11. | „Shalom Aleikhem”         | opr. Małgorzata Barczyk                     | 1:56    |
| 12. | „Hevenu Shalom Aleikhem”  | opr. Małgorzata Barczyk                     | 1:59    |
| 13. | „Hannukkah”               | opr. Małgorzata Barczyk                     | 0:53    |
| 14. | „Hannukkah oy Hannukkah”  | opr. Małgorzata Barczyk                     | 1:24    |
| 15. | „Shalom Haverim”          | opr. Małgorzata Barczyk                     | 2:23    |
| 16. | „Hine Ma Tov”             | opr. Małgorzata Barczyk                     | 3:02    |
| 17. | „Kachol V’lavan”          | opr. Tomasz Kulikowski                      | 4:14    |
| 18. | „Has! Hashemesh Gova Dom” | opr. Małgorzata Barczyk                     | 2:54    |
| 19. | „Lekhayim Rebe”           | opr. Małgorzata Barczyk                     | 1:28    |
| 20. | „Vigild”                  | Volfe Younin, M. Rauch / solo Piotr Bunzler | 3:14    |
| 21. | „Hora Ali”                | Emil Coossetel                              | 1:18    |
| 22. | „Hava Nagila”             | opr. Klaus Ochs                             | 2:33    |
|     |                           |                                             | 53:13   |